# Antoine Crespo
Antoine Crespo Travesset (ur. 15 listopada 1955) – andorski narciarz alpejski, olimpijczyk. Brał udział w igrzyskach w roku 1976 (Innsbruck). Nie zdobył żadnych medali.

## Letnie Igrzyska Olimpijskie 1976 w Innsbrucku
| Konkurencja   | I zjazd | I zjazd | II zjazd | II zjazd | Klas. końcowa | Klas. końcowa |
| Konkurencja   | Czas    | Miejsce | Czas     | Miejsce  | Punkty        | Miejsce       |
| ------------- | ------- | ------- | -------- | -------- | ------------- | ------------- |
| slalom gigant | 1:59,59 | 59.     | AC       | DNF      | AC            | DNF           |
| slalom        | AC      | DNF     | -        | -        | AC            | DNF           |
| zjazd         | 1:58,72 | 54.     |          |          | 1:58,72       | 54.           |